# 田寮交流道
田寮交流道為臺灣國道三號的交流道，位於臺灣高雄市田寮區，里程指標為369k，可聯絡田寮、阿蓮、及旗山地區，此交流道為高雄市北部及東部大旗山地區主要聯絡道路之一。
|  | 369 田寮 |  | 田寮 阿蓮 |

## 外部連結
- 國道三號田寮交流道示意圖 （页面存档备份，存于）（交通部高速公路局）